# 5-هيدروكسي سايتوسين
5-هيدروكسي سايتوسين هي قاعدة نيتروجينية ومشتق مؤكسد للسايتوسين مرتبطة بمعدل متزايد لطفرات الانتقال C إلى T مع بعض التبدال C إلى G. لا تقوم بتشويه جزيء الدنا ويتم تجنبها بسهولة بواسطة بوليميرازات الدنا المضاعِفة.
وقد ظهر في المختبر أنها ترتبط خطأ مع الأدينين.